# Jaakko Hänninen
Jaakko Hänninen (16 de abril de 1997)  es un ciclista profesional finlandés que compite para el equipo francés Nice Métropole Côte d'Azur.

## Palmarés
2017
- 2.º en el Campeonato de Finlandia en Ruta

2018
- Tour de Gévaudan Occitania[2]
- 3.º en el Campeonato Mundial en Ruta sub-23

2024
- Campeonato de Finlandia en Ruta

## Resultados en Grandes Vueltas
| Carrera | Carrera         | 2019 | 2020 | 2021 | 2022 | 2023 | 2024 |
| ------- | --------------- | ---- | ---- | ---- | ---- | ---- | ---- |
|         | Giro de Italia  | —    | 73.º | —    | 90.º | —    | —    |
|         | Tour de Francia | —    | —    | —    | —    | —    | —    |
|         | Vuelta a España | —    | —    | —    | Ab.  | —    | —    |

—: no participa

Ab.: abandono